# Германубис

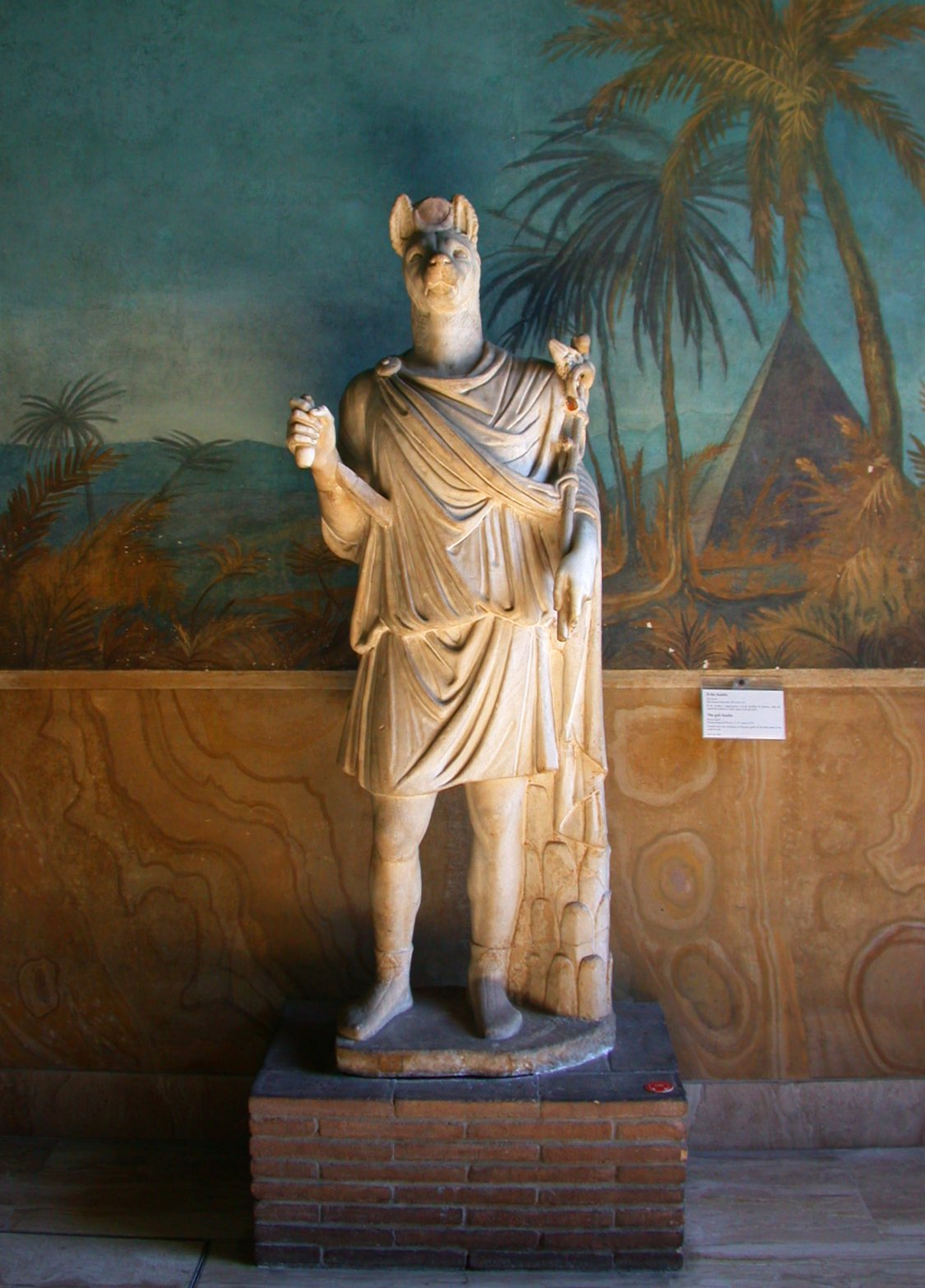
Статуя Германубиса. Ватиканский музей.

Германубис (др.-греч. Ἑρμανοῦβις) — в мифологии был богом, сочетавшим в себе внешность Гермеса (древнегреческая мифология) и Анубиса (древнеегипетская мифология). Был сыном Осириса и Нефтиды.
У Гермеса и Анубиса были похожие обязанности (они были проводниками душ), что, вероятно, привело к слиянию этих двух божеств в одно — Германубиса. Расцвет популярности Германубиса пришёлся на период римского владычества в Египте. Германубиса изображали как человека с головой шакала, со священным жезлом (кадуцеем) в руках, принадлежавшим греческому богу Гермесу. По представлениям египетских жрецов, он занимался выяснением правды.